# Barak Fever
Barak Fever Daniels (27 de agosto de 1981; Jolón, Israel) es un periodista deportivo y youtuber mexicano nacido en Israel que trabaja para la cadena multinacional deportiva ESPN. También cuenta con su canal de Youtube con su mismo nombre, donde tiene más de 400.000 suscriptores.
Comenzó su carrera profesional en TV Azteca en 2000 en el departamento de estadísticas y ha cubierto una amplia variedad de eventos deportivos como la Eurocopa 2004 en Portugal, Eurocopa 2008 en Austria-Suiza, Juegos Olímpicos 2008 en Pekín, Mundial 2006 en Alemania y Copa América 2007 en Venezuela. Fever estudió comunicaciones en la Universidad Iberoamericana en la Ciudad de México.

## Primeros años
Fever nació el 27 de agosto de 1981 en Holon, Israel, de padre chileno y madre mexicana. Vivió allí hasta los nueve años de edad, luego se trasladó a la Ciudad de México, donde tuvo que inscribirse a la revista Tiro de Esquina en 1995 donde la dueña era Nadia Camavilca. En 2000 comenzó a trabajar con TV Azteca debido a una invitación de David Faitelson.

## Carrera
En 2000, terminó su posición en el departamento de estadísticas y comenzó a trabajar como comentarista y reportero de partidos de fútbol en la Liga mexicana de fútbol, estuvo en España durante 2004 y 2005 cubriendo la realización de futbolistas mexicanos como Rafael Márquez y Maribel Domínguez. En 2007, su posición en TV Azteca se cambió cuando se unió al departamento creativo, creando dos de los segmentos más famosos del popular programa de televisión "Los Protagonistas": "La Contracrónica" y "Valedores de Iztacalco". Su relación profesional con TV Azteca terminó en 2009 después de un problema con el departamento de Deportes (donde todo el departamento fue despedido)., Fever comenzó a trabajar para la cadena deportiva multinacional ESPN y entró en la lista de locutores de ESPN América América en 2010.

### La ContracrónicayValedores de Iztacalco
La Contracrónica se describe como la cuantificación del rendimiento de un jugador en concreto durante un evento deportivo[cita requerida]. Comenzó como un segmento (a cargo de Fever) en un programa en el año 2007 con el jugador del fútbol mexicano Cuauhtémoc Blanco como protagonista.
Este segmento ha sido de una fuente de controversia dado que se han iniciado investigaciones sobre la base de las imágenes utilizadas, por ejemplo, cuando se hizo La Contracrónica del presidente de la FMF Justino Compeán , fue descubierto animando a un equipo de fútbol en particular en un partido de la Primera División de México. Las investigaciones despegaron después de que esta particular demostración de imparcialidad se reveló en la televisión.